# Coniolo
Coniolo (piemontiul: Conieu) település Olaszországban, Piemont régióban, Alessandria megyében. Lakosainak száma 444 fő (2023. január 1.). Coniolo Casale Monferrato, Morano sul Po és Pontestura községekkel határos.

## Népesség
A település lakossága az elmúlt években az alábbi módon változott:
| Lakosok száma | 455  | 461  | 444  |
|               | 2017 | 2018 | 2023 |